# Bernard Bogdański
Bernard Bogdański (ur. 1929) – polski dyplomata, chargé d’affaires w Wenezueli (1960–1963) oraz ambasador w Argentynie (1966–1971), Szwajcarii (1976–1980) i Peru (1987–1990).

## Życiorys
Absolwent Szkoły Głównej Służby Zagranicznej.
W latach 50. przebywał na placówce w Meksyku, kierując nią jako chargé d’affaires, akredytowany też na Haiti (1955–1958), w Kostaryce (1955–1958), Nikaragui (1955–1958), Wenezueli (1953–1958) i Ekwadorze (1955–1958). Od 1960 do 1963 był chargé d’affaires w Wenezueli. W latach 1966–1971 ambasador w Argentynie, akredytowany także w Boliwii i Urugwaju. W latach 1976–1980 ambasador w Szwajcarii. W międzyczasie kierował Departamentem Kadr MSZ (1973–1974), a od 14 lipca 1980 był dyrektorem Departamentu III Ministerstwa Spraw Zagranicznych. Od 1987 do 1990 ambasador w Peru, akredytowany również w Boliwii (1987–1990).
W latach 60. i 70. był członkiem Komitetu Zakładowego Polskiej Zjednoczonej Partii Robotniczej w Ministerstwa Spraw Zagranicznych, w tym pełnił funkcję I sekretarza (ok. 1968).

## Odznaczenia
- 1979 – Krzyż Oficerski Orderu Odrodzenia Polski[6]
- 13 września 1990 – Krzyż Wielki Orderu Słońca Peru[7]